# Linda Taylor (avocate)
Pour les articles homonymes, voir Linda Taylor.
 (juillet 2025).
Motif : Insuffisamment de sources secondaires démontrant le notoriété requise pour un article Cf WP:CAA et WP:NPER
- Archive Wikiwix
- Bing
- Cairn
- DuckDuckGo
- E. Universalis
- Gallica
- Google
- G. Books
- G. News
- G. Scholar
- Persée
- Qwant
- (zh) Baidu
- (ru) Yandex
- (wd) trouver des œuvres sur Wikidata

| 1. | Préciser le motif de la pose du bandeau. | Précisez le motif de la pose du bandeau en utilisant la syntaxe suivante : {{admissibilité à vérifier\|date=juillet 2025\|motif=remplacez ce texte par le motif}}                           |
| 2. | Informer les utilisateurs concernés.     | Pensez à avertir le créateur de l'article, par exemple, en insérant le code ci-dessous sur sa page de discussion : {{subst:avertissement admissibilité à vérifier\|Linda Taylor (avocate)}} |

Linda Taylor est une avocate canadienne qui travaille principalement aux Nations unies.

## Biographie
Elle a étudié à l'Université de Calgary (B.A., LL.B.) et à l'Université de Cambridge (LL.M.).
Depuis 2012, elle est la Directrice du Bureau de l'Administration de Justice aux Nations unies.